# Thomas M. Behr
Thomas M. Behr (* 21. Mai 1966 in Nürnberg; † 20. August 2010) war ein deutscher Nuklearmediziner und Hochschullehrer.

## Leben
Behr besuchte ein Gymnasium in Weiden in der Oberpfalz. Von 1985 bis 1992 studierte er Medizin an der Friedrich-Alexander-Universität Erlangen-Nürnberg und von 1988 bis 1992 zusätzlich Biochemie. 1993 wurde er im Fach Physiologische Chemie mit einer Arbeit über Oberflächenmoleküle von Pneumokokken promoviert. 1992 bis 1994 war Behr Assistent an der Klinik und Poliklinik für Nuklearmedizin der Friedrich-Alexander-Universität Erlangen. 1994–1996 absolvierte er einen Forschungsaufenthalt in den USA und wechselte dann an die Klinik für Nuklearmedizin der Georg-August-Universität Göttingen. 1998 habilitierte er sich mit der Schrift „Von der nuklearmedizinischen Diagnostik zur antigen- oder rezeptorspezifischen Therapie CEA-exprimierender Tumoren“.
Vom 1. Dezember 2000 bis zu seinem Tod war Behr Leiter der Klinik für Nuklearmedizin am Klinikum der Philipps-Universität Marburg.

## Ehrungen
Für seine Arbeiten auf dem Gebiet der Nuklearmedizin erhielt Behr 1995 den Mallinckrodt-Förderpreis Nuklearmedizin, 1998 den Masahiro-Iio-Award der World Federation of Nuclear Medicine and Biology sowie den Hans-Creutzig-Preis der Rheinisch-Westfälischen Gesellschaft für Nuklearmedizin. Schließlich wurde er 1999 mit dem Marie-Curie-Preis der European Association of Nuclear Medicine sowie dem Preis der Innovationsoffensive des Landes Niedersachsen ausgezeichnet.